# Гаспаро Діціані
Гаспаро Діціані або Гаспаре Діціані (італ. Gaspare Diziani; 1689, Беллуно — 17 серпня 1767, Венеція) — італійський художник епохи пізнього бароко, представник венеційської школи.

## Життєпис
Народився в провінційному місті Беллуно. Художню освіту отримав у провінційного другорядного майстра Антоніо Лаццаріні в рідному місті, а потім продовжив навчання у його брата Грегоріо Лаццаріні. Удосконалював майстерність у Себастьяно Річчі.
Як і більшість венеційських художників XVIII століття, мав захоплення музикою, театром. Був помічником театрального художника Алессандро Мауро, разом з яким відбув у столицю Саксонії — місто Дрезден, де працював в театрі володаря — курфюрста. Після трьох років праці в німецьких князівствах (1717–1720) — повернувся у Венецію. Про майстра дізнались у папському Римі. Деякий час був на службі у кардинала П'єтро Оттобоні. 
Останні десятиліття життя провів у Венеції. Гаспаро Діціані — один з засновників Академії мистецтв в столиці Венеційської республіки. Два роки (1760—1762) був її президентом. Як і Якопо Гварано, багато працював по замовам імператорського двору Російської імперії. В Росії й досі зберігають найбільші за масштабом декоративні твори художника в стилістиці пізнього італійського бароко (плафон (живопис) «Боги на Олімпі», 18,9 на 8,91 метрів). По замові Катерини ІІ Гаспаро Діціані виконав шість плафонів в стилі, наближеному до рококо для її заміської резиденції (Китайський палац в Оранієнбаумі).
Був одружений. В родині було два сини, Антоніо та Джузеппе, що були помічниками батька в створені релігійних картин та фресок.

## Художня манера

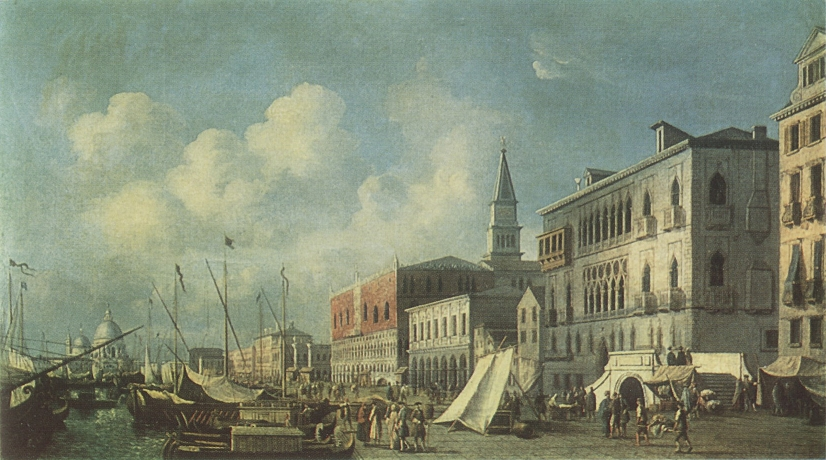
Худ. Франческо Тіроні. Венеція, Національний музей мистецтв імені Богдана та Варвари Ханенків, Ктїв.

Гаспаро Діциані — майстер досить широкого діапазону. Працював театральним художником над створенням декорації, релігійних картин, фресок для церков. Але в художніх творах перважали декоративні якості, що почали переважати в живопису Венеції XVIII століття, якщо майстер не займався топографічно точним відтвореням краєвидів, як Бернардо Белотто чи Франческо Тіроні.
Тяжіння до монументальних творів надало можливість приймати замови на декоративні плафони великого розміру, як то було з замовами для імператорського Зимового палацу Катерини ІІ. Але майстер поступався в обдарованості відомому венеційському майстру — Джованні Баттіста Тьєполо і навіть Джакомо Гварано, що займав провідні позиції в венеційському мистецтві після відбуття Тьєполо в Мадрид на працю в Іспанію. Обидва рахувались з віртуозною художньою манерою Тьєполо, але Джакомо Гварано робив це більш старанно, ніж Гаспаро Діциані.

## Вибрані твори

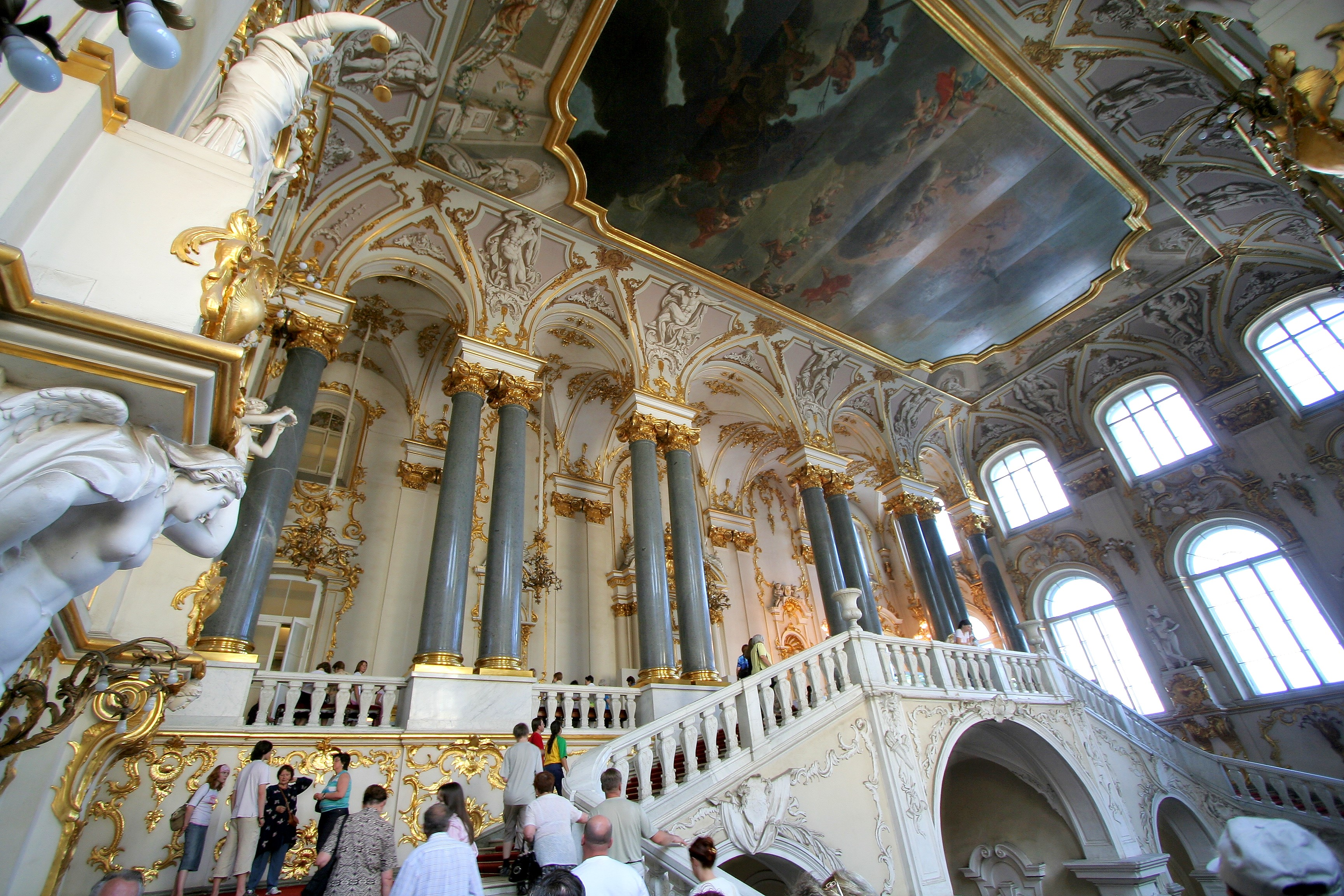
Гаспаро Діциані. Плафон (живопис) " Боги на Олімпі ", Зимовий палац, Санкт-Петербург на парадних сходах.

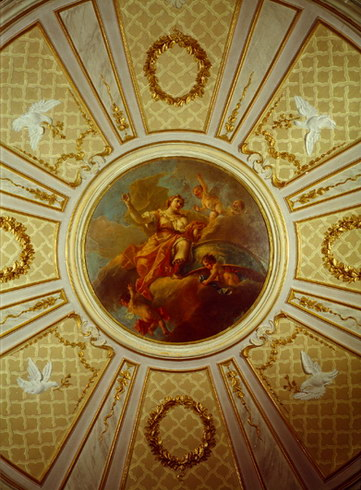
Гаспаро Діциані. Плафон « Алегорія Георгафії», Китайський палац (Оранієнбаум)

- «Марія Магдалина», церква ді Санто Стефано, Беллуно
- «Вхід у Єрусалим», церква Сан-Теодоро, Венеція
- «Поклоніння волхвів», Державний музей (Амстердам)
- «Поклоніння пастухів», приватна збірка
- «Поклоніння волхвів» (варіант), Музей образотворчих мистецтв, Будапешт
- «Моління про чашу» або «Христос у Гетсиманському саду»,
- «Св. Франциск Ассізький», церква Сан-Рокко, Беллуно
- «Селена та Ендиміон», Музей Венеції 18 століття, Венеція
- «Родина царя Персії Дарія перед Олександром Македонським», приватна збірка
- «Діана», Музей Коррер, Венеція
- «Йосип Прекрасний та дружина Пентефрія»
- плафон «Алегорія Георгафії», Китайський палац (Оранієнбаум)
- плафон «Алегорія Філософії» Китайський палац (Оранієнбаум)
- плафон «Боги на Олімпі», Зимовий палац, Санкт-Петербург
- «Товія і Янгол», Ермітаж, Санкт-Петербург
- «Таємна Вечеря», церква Ронкада, Тревізо
- «Дочка фараона знайшла Мойсея»
- «Викрадення Європи»
- «Антіох і Стратоніка», Бовз музей, графство Дарем, Велика Британія
- «Жертвоприношення Ісаака» (1750—1755), Національна галерея мистецтв, Вашингтон .
- «Тріумф Поезії»
- «Венера і Вулкан»
- «Алегорія мистецтв», Історико-художній музей (Серпухов), Московська область

## Галерея

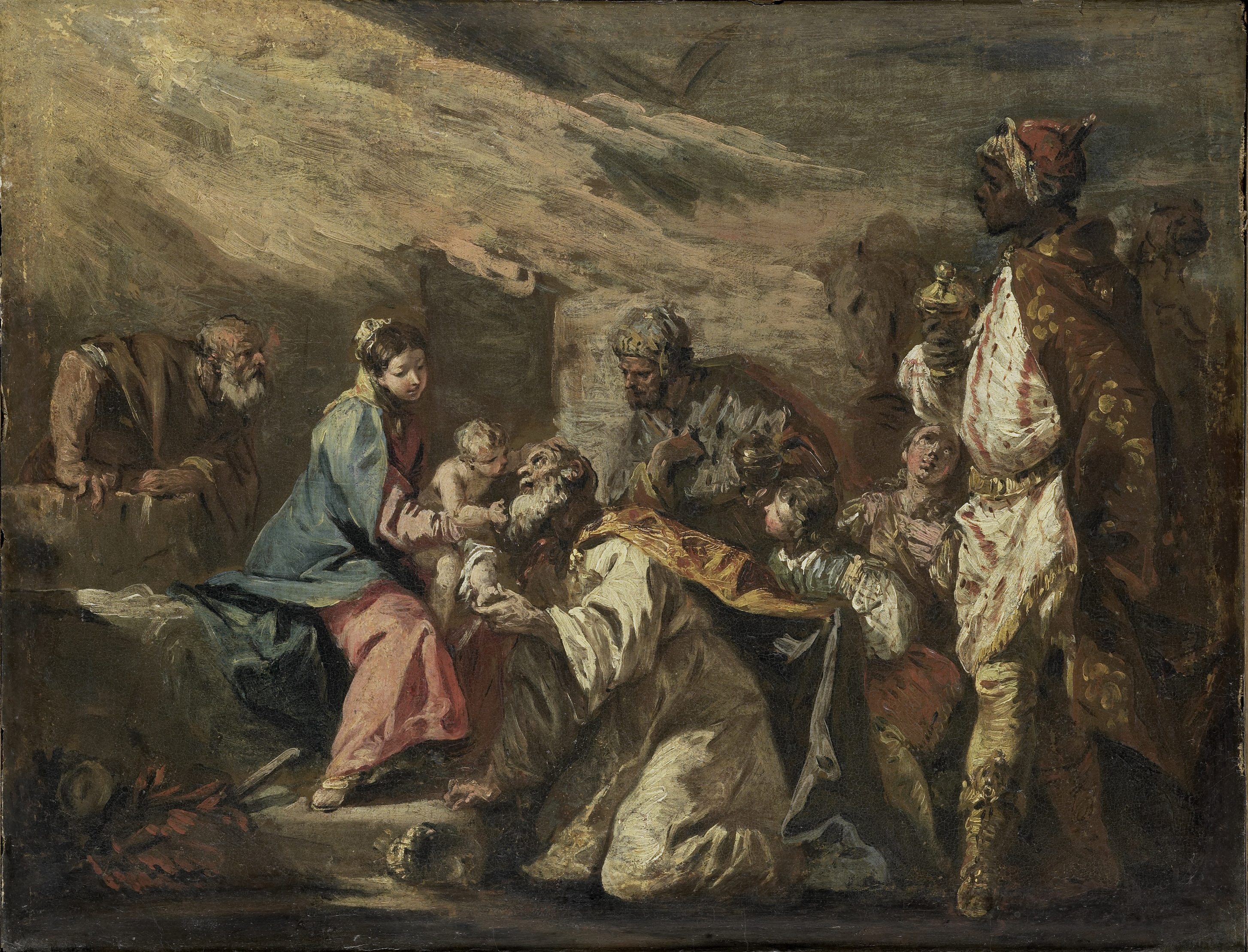
« Поклоніння волхвів », Державний музей (Амстердам)
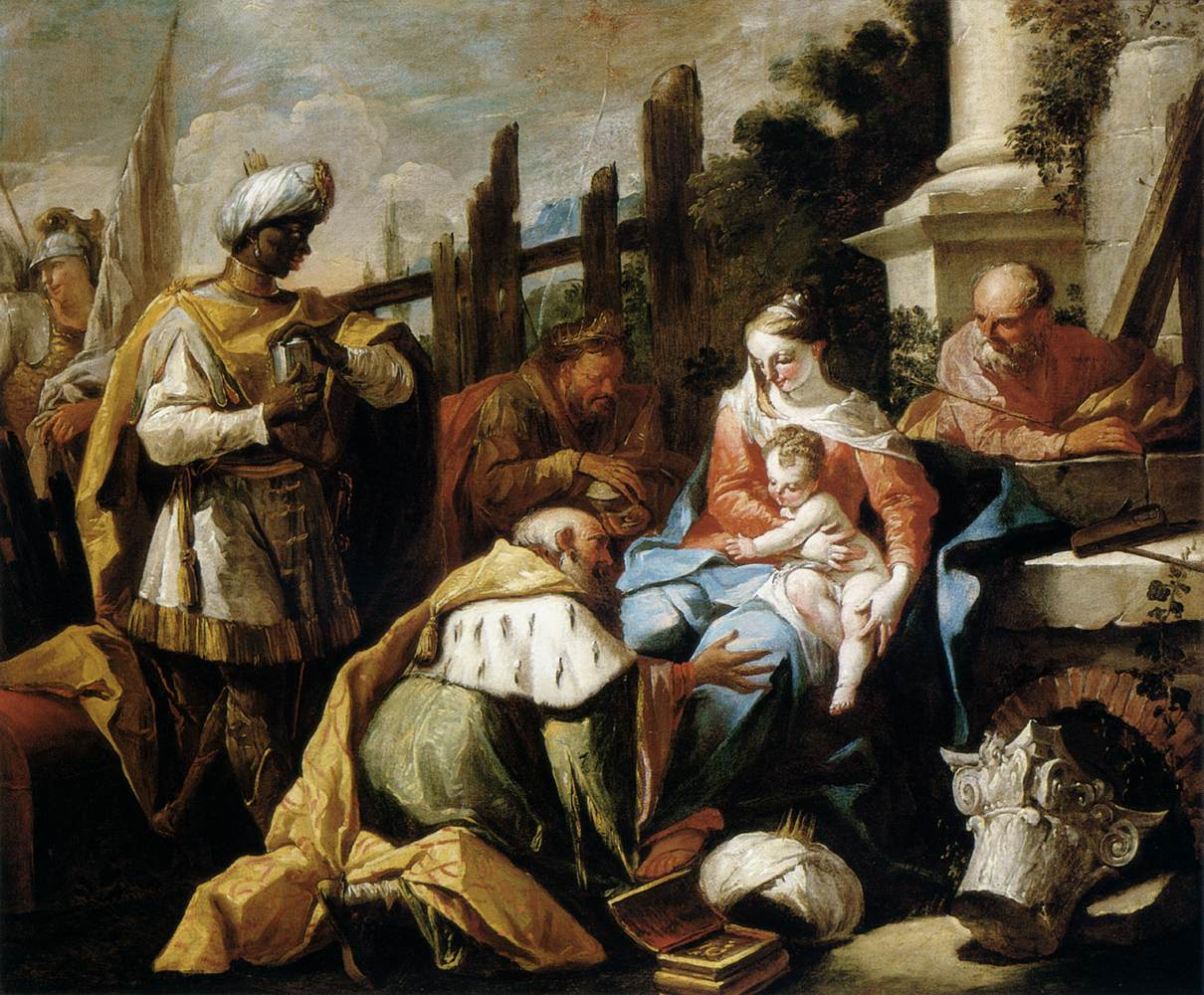
« Поклоніння волхвів », варіант, Музей образотворчих мистецтв (Будапешт)
« Родина царя Персії Дарія перед Олександром Македонським», приватна збірка
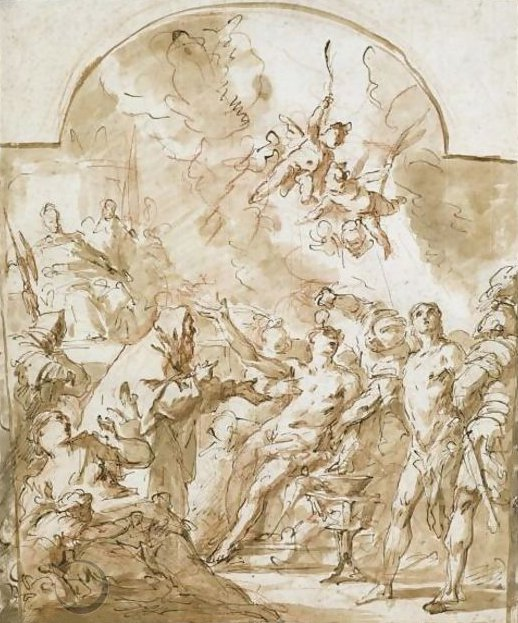
«Мучеництво Св. Фелікса та Фортуната», малюнок Гаспаро Діциані до релігійного образу